# Simbolismo numerico nella Bibbia

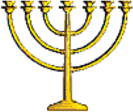
Il candelabro a sette bracci (Menorah), era posto nel Tempio di Gerusalemme davanti al Santissimo. Dato che la cultura antica conosceva 7 "pianeti", potrebbe indicare la lode che giunge a Dio dalla perfezione del mondo celeste. Sui 7 bracci erano collocati 22 boccioli, numero pari a quello delle lettere dell'alfabeto ebraico

Con Simbolismo numerico nella Bibbia si intende l'uso biblico di un numero per indicare una realtà non-numerica; perlopiù una significativa caratteristica qualitativa di realtà umane, intervalli temporali o di Dio stesso. La Bibbia usa moltissimo i numeri, oltre che per la quantità che indicano, anche in un senso simbolico.
I libri della Bibbia di tipo apocalittico usano il simbolismo numerico in modo più evidente, ma il simbolismo numerico pervade tutta la sacra scrittura. L'uso simbolico dei numeri nella Bibbia era noto già ai Padri della Chiesa.
L'uso qualitativo dei numeri è attestato in moltissimi popoli antichi, segnando l'origine culturale di un linguaggio simbolico che è facilmente riconoscibile anche nella Bibbia. L'uso biblico è spesso affine alla tradizione mesopotamica e di altri popoli dell'Antico Vicino Oriente (per esempio Ugarit), ma alcuni numeri possono essere interpretati in accordo a tradizioni numerologiche successive testimoniate anche nel mondo ellenistico, dove, però, venne elaborata anche una certa mistica del numero, cadendo in certi casi in una forma sterile di idolatria simbolica e nel suo utilizzo a scopo di interpretazione (isopsefia) e di profezia (aritmomanzia).
Il numero in quanto tale è esso stesso un simbolo per indicare una quantità. In questa accezione si possono consultare le voci: numero e storia dei numeri.

## Origini del simbolismo numerico nel mondo antico
Sin dall'antichità più remota emerse una riflessione sulla necessità di attribuire al numero un valore simbolico seguendo diversi approcci:

### L'osservazione del mondo naturale
Nelle culture della Mesopotamia emerse la rilevanza di alcuni "numeri di completezza" come il 7 (il numero dei "pianeti" dell'astronomia antica, la durata in giorni di una fase lunare, il numero delle stelle che sembrano comporre alcune delle più importanti costellazioni dell'astronomia antica come Pleiadi, Orsa Maggiore e Orsa Minore e perciò indica una completezza celeste) e il 12 (il numero delle lunazioni complete entro un anno solare  e di conseguenza il numero dei segni dello zodiaco). Il 7 e il 12 sono anche tra loro collegati come somma e prodotto di due altri numeri simbolici: il 3 (i tre livelli del cosmo, cieli, terra e Sheol, oppure le 3 dimensioni dello spazio, Alto-Basso, Nord-Sud, Est-Ovest) e il 4, che ricorda i quattro punti cardinali, i 4 angoli della terra, i 4 venti, ecc. e perciò indica una universalità geografica  oppure può indicare altri elementi del mondo naturale come i quattro elementi, le 4 stagioni o i quattro tipi di esseri viventi che popolano la terra: l'umanità, gli animali selvatici, quelli domestici e gli uccelli. Ad esempio nell'Apocalisse sono presentati quattro personaggi che governano il mondo simili, rispettivamente, a un uomo, a un leone, a un vitello e a un'aquila: cfr. Ap 4, 6-8. 
Un ulteriore collegamento fra il 7 e il 12 emerse verso il 500 a.C., o poco dopo, quando l'osservazione astronomica cominciò a rilevare la necessità di inserire 7 anni lunari "pieni" (o "embolismici") e 12 "vuoti" in un ciclo di 19 anni solari (ciclo metonico) per mantenere l'allineamento del calendario con le stagioni.

### La riflessione filosofica
Le considerazioni di Pitagora, di Platone e dei loro seguaci sino all'epoca moderna hanno assegnato valori simbolici ad alcuni numeri, soprattutto quelli inferiori al 10:  l'1 (il principio, l'indivisibile...), il 2 (la coppia degli opposti...), il 3 (la possibile divisione in parti diseguali, da cui i concetti di maggiore e minore, i vertici di un triangolo, che è la più semplice figura piana, la stabilità con il minimo numero di supporti, ecc.), ecc.

### La riflessione matematica
L'esempio, più semplice, che è rimasto nell'uso contemporaneo di molti popoli, è l'utilizzo della base numerica, il 10, o di suoi multipli, il 100, il 1000, ecc., come simbolo di numerosità. Per esempio, si racconta che Labano cambiò "dieci volte" la paga di Giacobbe (Gen. 31,7), che gli amici di Giobbe lo rimproverarono "dieci volte" (Gb 19,3) e che Daniele e i suoi amici erano "dieci volte" più saggi dei loro competitori (Dan 1,20). Nel mondo mesopotamico, però, la base numerica era il 60, che veniva utilizzato anche per indicare il dio supremo, Anu. Nella Bibbia, quindi, il 60, il 600 o il 3600 (=60x60) sono utilizzati molto spesso, apertamente o indirettamente.
Lo sviluppo dello studio dei numeri, inoltre, ha identificato sin dall'antichità classi di numeri dotati di particolari proprietà: per esempio i numeri perfetti, i numeri figurati e i numeri primi. Inoltre anche i rapporti fra numeri possono avere speciali caratteristiche. Cfr. il rapporto aureo, ecc.

### La gematria
Ebrei e greci non avevano cifre per indicare i numeri, ma utilizzavano le lettere dell'alfabeto. Qualunque parola, quindi, poteva apparire come una successione di numeri, di cui era naturale fare la somma. La riflessione sul valore numerico corrispondente a nomi o frasi in lingua ebraica (attraverso la gematria) o greca (attraverso la isopsefia) ha indotto a utilizzare alcuni numeri con grande frequenza in opportuni contesti: per esempio il 26, il 17 e l'8 possono essere ricollegati al nome ebraico del dio biblico JHWH. Il 31, invece, corrisponde alla parola ebraica "el" (= "dio"). La "gloria del Signore" si mostra agli israeliti proprio 31 giorni dopo l'esodo dall'Egitto (Es. 16).

## Esempi di simbolismo numerico nella Bibbia
Ecco un elenco e alcuni esempi dei principali numeri usati in senso simbolico:
- 1: sta sovente ad indicare l'unicità di Dio. In mezzo a tanti popoli politeisti, il popolo ebraico afferma con forza l'unicità di Dio: cfr. Deuteronomio 6, 4[3].
- 3: la triplice lode "Santo, Santo, Santo" che sale a Dio.
- 4: i quattro fiumi che scendono da Eden, i 4 esseri viventi che muovono il carro divino (tetramorfo)
- 7: indica nel mondo semitico la totalità, la completezza. Esso, inoltre, è la somma dei quattro punti cardinali e delle tre sezioni in cui il mondo era concepito dagli antichi (cielo, terra e inferi). In riferimento al tempo, per esempio alla durata di un evento, indica il suo completamento; in riferimento a Dio ne sottolinea l'eternità e la perfezione. Così Dio crea il mondo in sette giorni: cfr. Genesi 1, 1-2.4[4], Giacobbe serve Labano per 7 anni due volte, in Egitto vi sono 7 anni di abbondanza e 7 di carestia, ecc.
- 12: partendo dalle dodici tribù di Israele, il numero 12 con i suoi multipli e derivati sta ad indicare la pienezza umana. Gesù Cristo sceglie 12 apostoli: cfr. Marco 3, 13-15[5] e Luca 6, 13[6]. Nell'Apocalisse 24 sono i vegliardi che attorniano il trono di Dio (probabilmente i 12 patriarchi più i 12 apostoli): cfr. Ap 4, 4[7]; 144.000 sono i salvati (12x12x1000): cfr. Ap 7, 4[8].

- 40: indica una misura di tempo di attesa o di preparazione, a cui spesso segue un intervento divino. La descrizione del Diluvio universale comprende due fasi che durano 40 giorni (Gen  7:4, 12, 17; 8:6). Mosè attende digiuno per 40 giorni in cima al Sinai la consegna delle tavole della Legge (Es 24:18; 34:28; Deut 9:18.25). Il popolo ebraico trascorre 40 anni nel deserto prima di raggiungere la Terra Promessa: cfr. Numeri 32, 13[9]. Golia provoca per 40 giorni gli Israeliti, ma poi viene ucciso da Davide (1 Samuele 17,16[10]). Elia cammina 40 giorni a digiuno per raggiungere il monte Oreb, dove incontrerà Dio (1Re 19,7-8). Giona predica per 40 giorni ai Niniviti, provocandone la conversione (Giona 3,4). Gesù trascorre 40 giorni nel deserto prima di iniziare la sua predicazione: cfr. Matteo 4, 2[11]. Per 40 giorni dopo la sua risurrezione Gesù compare ai discepoli per prepararli a compiere la missione della Chiesa (Atti 1, 3[12]). Il numero quaranta rappresenta inoltre per gli ebrei il tempo di una generazione.

- 666: numero descritto nell'Apocalisse di Giovanni 13, 16-18[13] che ha dato adito a molte interpretazioni.

- 1000: come 10 e altri suoi multipli indica numerosità. È particolarmente significativo il regno dei 1000 anni introdotto nel libro dell'Apocalisse.

### Simbolismi biblici derivati dal 7
- 6: inferiore a 7 di uno; indica imperfezione. Il sesto giorno è stato creato l'uomo che è simile a Dio , ma non può pretendere di essere come Dio. Forse anche il 666 è stato scelto come simbolo diabolico perché vi compare tre volte il 6. Indica un personaggio che vorrebbe essere adorato come Dio (il 3) ma resta soltanto un uomo (il 6).
- 3 e 1/2: è la metà e simbolicamente l'opposto del 7. Nei testi apocalittici è la durata del tempo in cui il male può dominare la storia. Indica che il male non porta da nessuna parte, deve lasciare a metà ogni tentativo di imporre il suo predominio.
- 28: è un multiplo di sette e si ottiene come somma di tutti gli interi sino al 7: perciò è un numero triangolare. É un numero perfetto in quanto somma dei suoi divisori (1, 2, 4, 7, 14). Nell'Apocalisse l'agnello, simbolo di Cristo, è nominato 28 volte.

## Simbolismi numerici impliciti
Molto spesso il numero simbolico deve essere calcolato. Per esempio nel salmo 92 il nome di Dio compare 7 volte. Il versetto centrale ("tu, o Signore, sei l'eccelso per sempre") è preceduto e seguito da 7 versetti in cui il nome del Signore compare 3 volte. I due gruppi di sette versetti sono costituiti esattamente da 52 parole ebraiche, numero che la ghematria associa a Jahweh. La cultura ebraica scritta aveva gia'almeno tre o quattro secoli. La festa dell'Hannukah e'di 160 anni prima di Gesu. Quindi possiamo immaginare le discrepanze tra i profeti e il contesto popolare.
Lo studio dei simbolismi numerici impliciti nel numero delle parole o delle lettere ebraiche è stato sviluppato da Casper Labuschagne e trova riscontro in moltissimi altri testi della Bibbia.

## Lo studio filosofico del simbolismo numerico nella Bibbia
La ricerca filosofica sul significato simbolico dei numeri nella Bibbia è chiamata aritmologia ed è la disciplina che tenta una esegesi e la conseguente ermeneutica testuale, a partire dal possibile significato simbolico del numero che si incontra nella Sacra Scrittura.  Di essa si occuparono, implicitamente o esplicitamente, esegeti ebrei e cristiani dall'antichità in poi. Per esempio una simile dottrina è rinvenibile in trattati come il De Opificio Mundi di Filone d'Alessandria, il De musica di Agostino o  l’  Analytica numerorum dell’abate Odone di Morimond.